# نقطة التكاثف
في الرياضيات، نقطة التكاثف p للمجموعة الفرعية S للـفضاء الطوبولوجي، هية أي نقطة p، بحيث يحتوي أي جوار مفتوح لـp على عدد غير محدود من نقاط S.
ولذا فإن «نقطة التكاثف» مرادف لـ"{\displaystyle \aleph _{1}} نقطة التراكم".